# Corteno Golgi
Corteno Golgi is een gemeente in de Italiaanse provincie Brescia (regio Lombardije) en telt 2010 inwoners (31-12-2004). De oppervlakte bedraagt 82,7 km², de bevolkingsdichtheid is 24 inwoners per km².
De volgende frazioni maken deel uit van de gemeente: Stadolina en San Pietro in Aprica.

## Demografie
Corteno Golgi telt ongeveer 838 huishoudens. Het aantal inwoners daalde in de periode 1991-2001 met 5,1% volgens cijfers uit de tienjaarlijkse volkstellingen van ISTAT.
| Jaar | Inwoneraantal |
| ---- | ------------- |
| 1991 | 2100          |
| 2001 | 1992          |

## Geografie
Corteno Golgi grenst aan de volgende gemeenten: Aprica (SO), Edolo, Malonno, Paisco Loveno, Sernio (SO), Teglio (SO), Tirano (SO) en Villa di Tirano (SO).

## Galerij

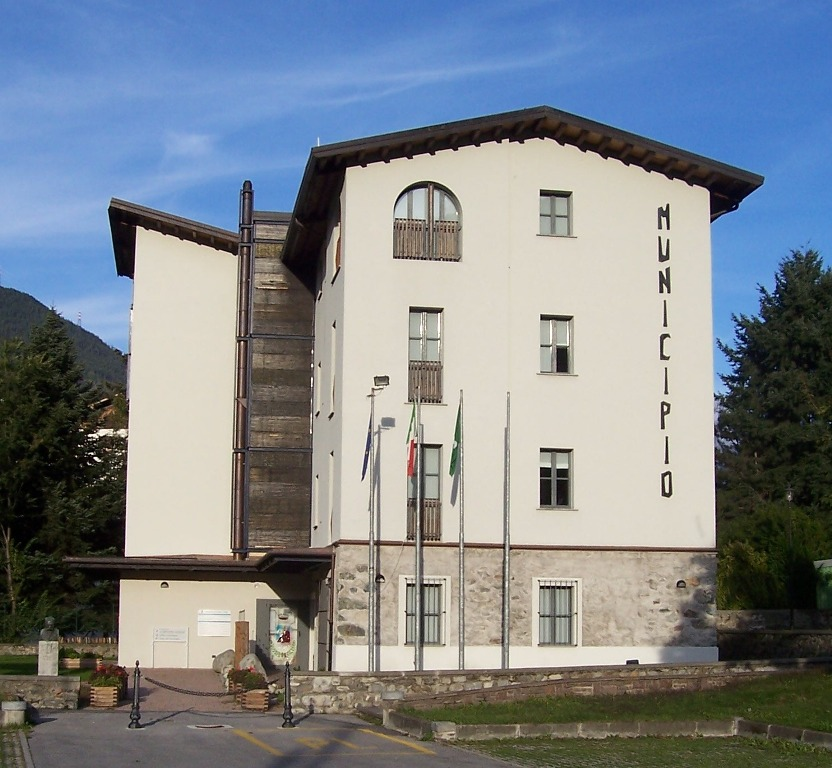
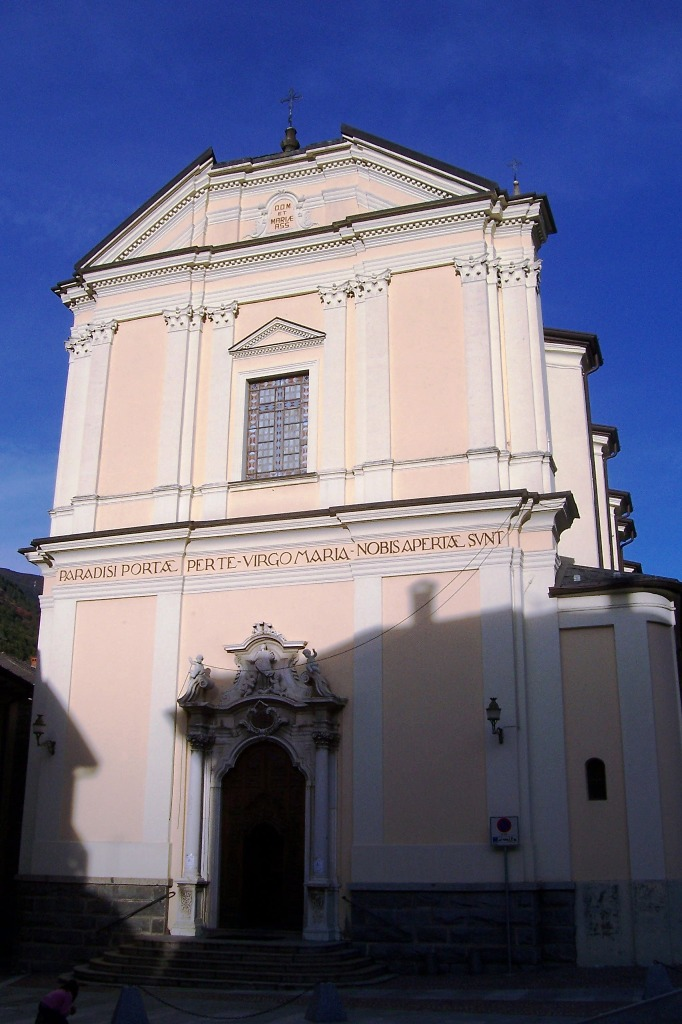
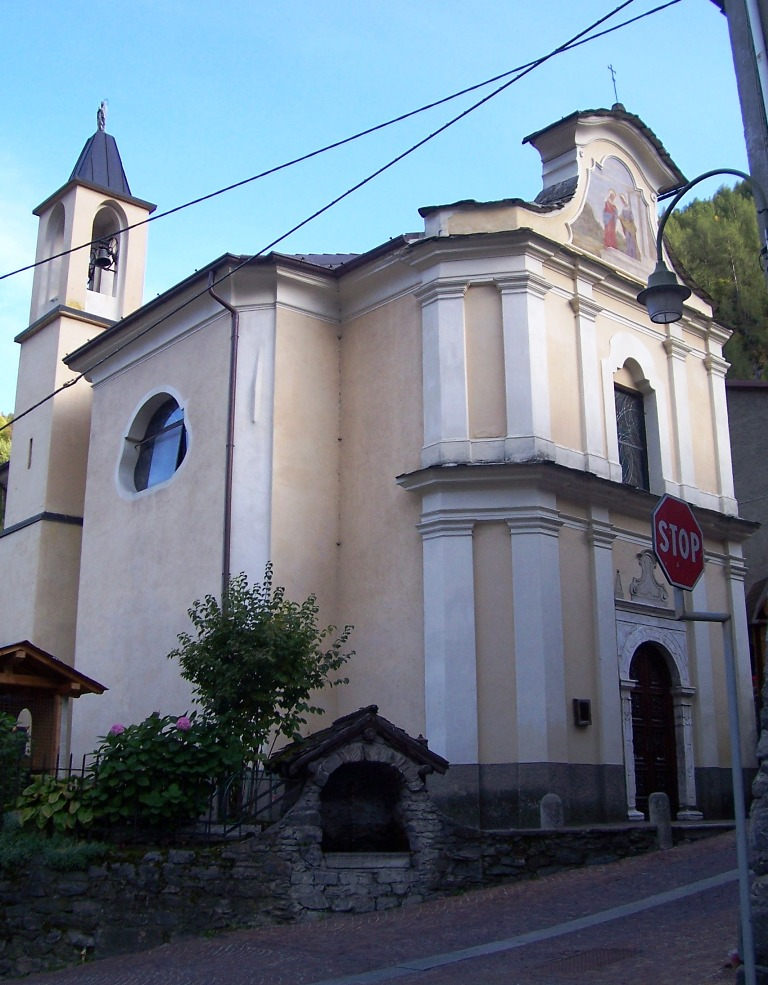

## Geboren
- Camillo Golgi (1843-1926), arts en Nobelprijswinnaar (1906)